# Mission de l'Union africaine au Soudan
Ne doit pas être confondu avec Mission conjointe des Nations unies et de l'Union africaine au Darfour.

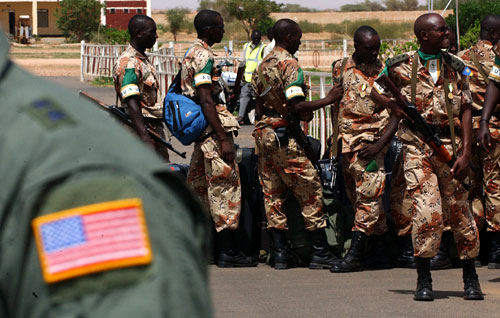
Des troupes rwandaises à El Fasher, Darfour, Soudan, le 21 juillet 2005. Les États-Unis assurent le transport de 1,200 forces rwandaises au Soudan pour soutenir la mission de l'Union africaine.

La Mission de l'Union africaine au Soudan (African Union Mission in Sudan - AMIS) est l'intervention de l'Union africaine dans la région du Darfour au Soudan entre 2005 et 2007, durant la Guerre du Darfour ayant démarrée en 2003. Elle a été remplacée par la Mission conjointe des Nations unies et de l'Union africaine au Darfour.
Cela se traduit par la présence de 7 000 hommes (Les casques blancs) sur le territoire du Darfour au Soudan.

## Histoire
L'AMIS est créé par une décision de l'Union africaine prise le 28 mais 2004, décision confirmée par la résolution 1556 du Conseil de sécurité des Nations unies.
À l'origine, cette mission avait pour but d'agir comme organe de suivi du cessez-le-feu en juin 2004. Elle agit alors en tant que structure majeure avec mandat, opérant pour la protection des civils, troupes armées, police civile non armée, observateurs militaires et équipes de soutien.
Le 1er octobre 2004, l'Union africaine annonce l'envoi 3 500 soldats et 800 policiers au Darfour. Cette force verra ses effectifs promis de plusieurs milliers d'hommes n'être déployés qu'à partir de juillet 2005, entretemps cette force compte 500 personnes. C'est la première mission avec déploiement de forces armées, menées par l'Union africaine. Le 19 novembre 2004, la résolution 1574 du Conseil de sécurité des Nations unies, qui porte essentiellement sur le Soudan du Sud, confirme la création et l'intervention de la Mission de l'Union africaine au Soudan au Darfour.
En avril 2005, lors d'un réunion à Addis-Abeba de l'Union africaine, à la suite de plusieurs attaques de personnels déployés et de plusieurs menaces sur le personnel sur place, il est décidé de l'augmentation effectif de la Mission de l'Union africaine au Soudan de 500 personnes à près 3000, ainsi que d'augmenter le seuil théorique de cette force à 7 000 personnes.
En juillet et août 2005, l'OTAN apporte la force aérienne nécessaire à l'Union africaine pour déployer plusieurs régiments venant du Rwanda, du Sénégal, d'Afrique du Sud et du Nigéria au Darfour, permettant l'acheminement de 1 900 soldats
100 blindés AVGP Cougar et 5 Husky ont été donnés par le Canada en 2005.
En janvier 2006, les premières déclarations visant à transférer cette mission aux instances des Nations unies émergent, notamment pour des motifs financiers. Le gouvernement soudanais s'oppose à un tel transfert alors que les rebelles y sont plutôt favorables.
En octobre 2006, 5 soldats de l'AMIS ont été tués par des forces soutenues par le gouvernement soudanais.
Le mandat de l'AMIS prend fin le 31 décembre 2007.

## Financement de l'AMIS
Si évidemment, l'AMIS est entre autres, financée par les pays membres de l'Union africaine, elle l'est aussi par l'Union européenne. En effet, l'UE a déjà dépensé pas loin de 450 millions d'euros dans ce financement, dont 300 par l'intermédiaire de la Commission. Un groupe d'eurodéputés s'est rendu au Darfour et ont "jugé urgent d'assurer le financement de l'AMIS". Le porte parole de la mission M. Noureddine Mezni et Rodolphe Adada (futur chef de l'opération hybride ONU-UA) se sont rendus en juin dernier en Europe et devant les différentes instances de l'UE. Les participants de la réunion internationale sur le Darfour tenue mi-juin se sont eux aussi interrogés sur cette question du financement, tout en insistant sur la "bonne gestion et sur la transparence dans l'utilisation des crédits" (J-B Mattei, porte parole du Ministère des affaires étrangères français). Le financement de la mission est d'autant plus crucial, les soldats de la mission n'ont pu recevoir leur paye, ou avec retard, ce qui nuit forcément au moral des troupes et à leur efficacité. À ce jour, la mission AMIS, bien qu'aidée dans son financement par des pays comme le Canada, les États-Unis ou l'Europe, souffre de graves lacunes financières et logistiques qui nuisent à son efficacité. La position hostile du gouvernement soudanais jusqu'au début de l'année 2007 ne résolvant rien. La mission manque ainsi de blindés et autres équipements nécessaires.
En avril 2005, le budget de l'AMIS est estimé à 465 millions de dollars par an.

## Critique et nécessité d'évoluer pour l'AMIS
La principale critique de l'AMIS provient du rapport "Impératifs pour un changement immédiat : La mission de l’Union africaine au Soudan", publié par Human Rights Watch. Étudiant le développement de la mission depuis ses débuts, le rapport souligne la nécessité de mutation du projet. Il préconise entre autres un financement accéléré des moyens logistiques à disposition des troupes, être davantage présent sur le sol soudanais pour permettre un déploiement efficace d'observateurs au compte de l'ONU, et un acheminement sécurisé de l'aide humanitaire internationale. Un renforcement du pouvoir des troupes de l'AMIS pour protéger les populations civiles apparaît aussi comme fondamental. Le rapport appelle directement  des interventions plus agressives des forces de l'AMIS : « Les troupes de l’Union africaine doivent répondre agressivement à la violence qui perdure contre les civils au Darfour, » a déclaré Takirambudde, directeur de Human Rights Watch. Les statuts de l'AMIS doivent en outre être clarifiés, cela dans le but d'accorder un pouvoir meurtrier et carcéral aux forces de l'AMIS en cas d'attaque des civils ou des forces sanitaires et humanitaires... Le rapport encourage enfin les autres pays africains à envoyer de l'aide, financière ou matérielle, tout en exerçant des pressions sur le gouvernement d'El-Bechir...